# 麥特·朗
麥特·朗（英語：Matt Long，1980年5月18日—）是一位美國演員。他在Jack & Bobby裡飾演少年版Jack McCallister，以及在幽靈車神飾演少年版Johnny Blaz；還有在大學新生（Sydney White）裡飾演Tyler Prince。
麥特在德州溫徹斯特出生。他在西肯塔基大學認識了他的妻子。另外，麥特也是Sigma Alpha Epsilon兄弟會的成員之一。畢業後，麥特搬去紐約市居住，並開始他的演藝事業，在幾個劇場裡當演員。他現在居住在加州的荷里活。

## 電影作品
- Once On This Island (2009年)
- Homecoming (2008年)
- 大學新生 (2007年)
- Ghost Rider (2007年)
- Deceit (2006年)
- Reflections (2006年)
- Secrets Of A Small Town (2006年)
- Jack & Bobby (2004年)
- The Greatest Adventure of My Life (2001年)

## 外部連結
- Matt Long在互联网电影资料库（IMDb）上的資料（英文）
- 麥特·朗的Instagram帳戶